# Heinrich Fiening
Heinrich „Heina“ Fiening (* 14. Mai 1925 in Osnabrück; † 26. Dezember 2018) war ein deutscher Fußballspieler des VfL Osnabrück, der in den Jahren 1948 bis 1956 mit den Lila-Weißen in der Oberliga Nord 195 Ligaspiele absolviert und dabei sieben Tore erzielt hat. In den Endrunden um die deutsche Fußballmeisterschaft kam der Defensivspieler 1950 und 1952 in sieben Spielen zum Einsatz.

## Laufbahn

### Vor der Oberliga Nord, bis 1948
Aus dem Spielverein 16 Osnabrück hervorgegangen eroberte Fiening in der Saison 1947/48 mit Eintracht Osnabrück, dem Verein aus der Neustadt und dem Stadion an der Brinkstraße, die Meisterschaft in der Verbandsliga Staffel Weser Ems. Der Schwiegersohn des lokalen Fußballpioniers Heini Oberesch wechselte zur folgenden Saison 1948/49 aber zum VfL Osnabrück, wohin sich auch seine bisherigen Mannschaftskollegen Hans Haferkamp, Ewald Nienhaus, Hans Wöstmann und Friedhelm Schulz veränderten. Für Schulz und Wöstmann wurde es nur ein Kurzgastspiel beim VfL: Beide meldeten sich am 14. November 1949 wieder beim SV Eintracht zurück.

### Oberliga Nord, 1948 bis 1956
In der zweiten Oberligasaison im Norden, 1948/49, war die Entscheidung um die Meisterschaft ganz eng: Punktgleich lagen der Hamburger SV und St. Pauli mit jeweils 32:12 Punkten an der Spitze, der VfL Osnabrück mit einem Punkt Rückstand belegte den 3. Rang. Da Holstein Kiel im November 1948 aus der Liga ausgeschlossen worden war, waren in Folge in einer 12er-Liga nur 22 Ligaspiele zur Ermittlung der Meisterschaft und des Abstieges auszutragen. Fiening lief unter Trainer Herbert Widmayer in 19 Ligaspielen für Osnabrück auf, der erst ab dem 25. November 1948 spielberechtigte Haferkamp absolvierte zehn Oberligaspiele mit einem Treffer und der junge Flügelstürmer Nienhaus hatte sich mit drei Einsätzen bescheiden müssen. In den beiden Spielen gegen St. Pauli gab der VfL vier Punkte ab. Die folgenschwerste Niederlage leistete sich die Lila-Weißen aber am 3. April 1949, bei einer 2:3-Heimniederlage gegen die zu dieser Zeit auf dem 11. Platz rangierenden Arminen aus Hannover. Fiening war vor Torhüter Flotho als Verteidiger im Einsatz gewesen, Nienhaus stürmte auf Rechtsaußen und Haferkamp war auf Halblinks im damaligen WM-System im Einsatz gewesen. Damit waren die Träume zum Einzug in die Endrundenspiele um die deutsche Fußballmeisterschaft hinfällig.
In seiner zweiten VfL-Saison, 1949/50, bestritt der schnelle, kampfstarke und mit nimmermüden Einsatz ausgestattete Verteidiger alle 30 Ligaspiele und Angreifer Addi Vetter (28 Tore) stand zum dritten Mal in Folge an der Spitze der norddeutschen Torjägerliste. Durch die Aufstockung der Teilnehmerzahl auf 16 Vereine zogen Fiening und Kollegen aber 1950 als erneuter Norddritter in die Endrunde um die deutsche Fußballmeisterschaft ein. Sie verloren aber bereits in der Vorrunde am 21. Mai 1950 in Köln mit 1:2 gegen den späteren Deutschen Meister VfB Stuttgart. Fiening hatte sich dabei in den Zweikämpfen in erster Linie mit dem VfB-Linksaußen Rolf Blessing duelliert. In der Hinrunde kam er in der Niedersachsen-Auswahl bei den Spielen um den Länderpokal im September und November 1949 gegen Rheinland (4:2) und Südwürttemberg (7:0) zum Einsatz. Beim ersten Durchgang dieses Wettbewerbs nach Ende des Zweiten Weltkriegs, war noch die komplette Elite des deutschen Fußballs am Start gewesen; also einschließlich der Vertragsspieler aus den erstklassigen Oberligen.
In der Saison 1950/51 belegte das Team vom Stadion an der Bremer Brücke den 4. Rang und hatte auch die Lokalderbys gegen Eintracht Osnabrück zu bestreiten. Das Heimspiel endete in der Rückrunde klar mit 8:2 für den VfL und der dabei im Angriff aufgelaufene Fiening ging aber als Torschütze leer aus; das Hinrundenspiel wurde mit 5:2 an der Brinkstraße gewonnen. Es folgte in der Saison 1951/52 die Vizemeisterschaft in der Oberliga Nord. Vorausgegangen war ein bescheidener Start mit 7:7 Punkten. Beim Serienmeister Hamburger SV wurde das Hinspiel mit 2:5 verloren, vor 28.000 Zuschauern in der imponierend besetzten Bremer Brücke am 24. Februar im Heimspiel ein 4:4 abgetrotzt. Der beinharte Zweikämpfer hatte an der Seite von Verteidigerkollege Horst Öttler alle 30 Rundenspiele bestritten. In der Endrunde um die deutsche Fußballmeisterschaft schlug der Nordvize gegen die Konkurrenten VfB Stuttgart, Rot-Weiss Essen und Tennis Borussia Berlin eine gute Klinge. Gegen den späteren Deutschen Meister VfB Stuttgart startete man am 27. April vor 30.000 Zuschauer mit einem torlosen Remis in die Gruppenphase. Mit der Defensivformation Willi Thiele (Torhüter), den Verteidigern Fiening/Öttler und mit Karl-Heinz Gehmlich, Walter Komorowski und Erich Gleixner in der Läuferreihe, trotzte der VfL dem VfB das Remis ab. Mit dieser Abwehr agierte Osnabrück in allen sechs Gruppenspielen in der Endrunde. Der 3:2-Heimerfolg gegen den starken Westmeister Rot-Weiss Essen mit deren herausragenden Offensivkräften wie Helmut Rahn, Kurt Zaro, August Gottschalk und Bernhard Termath war eine vielbeachtete Leistung. Während der Endrunde wurde die VfL-Mannschaft von Walter Hollstein betreut, der den im April 1952 abgelösten Rudolf Prokoph ersetzte.
In den nächsten Runden gelang nicht mehr der Einzug in die Endrunde und der 31-jährige „Heina“ Fiening beendete unter Trainer Paul Bornefeld mit dem Spiel am 29. April 1956, bei einem 4:2-Heimerfolg gegen den VfL Wolfsburg, seine Oberligalaufbahn.

## Ausklang
Ab 1956 ließ Fiening seine Karriere bei den VfL-Amateuren ausklingen. Nach dem Meisterschaftserfolg 1956/57 trat er dann auch noch in der Amateuroberliga West an, wo er zwei Jahre später seine Spielerlaufbahn beendete. Nachwuchsspieler des VfL wie Walter Bensmann, Dieter Kühn und Heiner Mithöfer sammelten an seiner Seite wertvolle Erfahrung.

## Trainer
Im Amateurbereich war er nach seiner Spielerzeit auch noch als Trainer beim SV Löhne, SV Hellern und dem TSV Osnabrück tätig.

## Beruf und Familie
Fiening war bis in das Jahr 1985 als Buchhalter bei den Klöckner-Werken beschäftigt und feierte nach 60 Ehejahren mit Gattin Ellen das Fest der Diamantenen Hochzeit. Er wurde an seinem 90. Geburtstag vom damaligen VfL-Manager Lothar Gans und Museumsleiter Bernhard Lanfer geehrt. Er lebte immer in Osnabrück, wo Sohn Klaus auch bei der Feuerwehr sein berufliches Auskommen gefunden hat.